# Municipio de Bloomington (Indiana)
El municipio de Bloomington (en inglés: Bloomington Township) es un municipio ubicado en el condado de Monroe en el estado estadounidense de Indiana. En el año 2010 tenía una población de 44167 habitantes y una densidad poblacional de 463,41 personas por km².

## Geografía
El municipio de Bloomington se encuentra ubicado en las coordenadas 39°12′40″N 86°30′52″O / 39.21111, -86.51444. Según la Oficina del Censo de los Estados Unidos, el municipio tiene una superficie total de 95.31 km², de la cual 94.82 km² corresponden a tierra firme y (0.51%) 0.49 km² es agua.

## Demografía
Según el censo de 2010, había 44167 personas residiendo en el municipio de Bloomington. La densidad de población era de 463,41 hab./km². De los 44167 habitantes, el municipio de Bloomington estaba compuesto por el 83.09% blancos, el 4.13% eran afroamericanos, el 0.23% eran amerindios, el 8.67% eran asiáticos, el 0.07% eran isleños del Pacífico, el 1.05% eran de otras razas y el 2.75% pertenecían a dos o más razas. Del total de la población el 3.28% eran hispanos o latinos de cualquier raza.